# Coladilla
Coladilla (o Colladiella en leonés) es una localidad española, perteneciente al municipio de Vegacervera, en la provincia de León y la comarca de la Montaña Central, en la Comunidad Autónoma de Castilla y León. 
Situado sobre los Arroyos el Alceo y de Valle, afluentes del Arroyo Coladilla, afluente del Río Torío. Etimológicamente la forma histórica y tradicional "Colladiella" significa pequeña "collada" o collado en leonés.
Los terrenos de Coladilla limitan con los de Valporquero de Torío al norte, Felmín, Tabanedo y Rodillazo al noreste, Vegacervera al este, Serrilla, Matallana de Torío, Robles de la Valcueva y Orzonaga al sureste, Llombera, Huergas de Gordón y La Pola de Gordón al suroeste, Santa Lucía de Gordón y Ciñera al oeste y Valle de Vegacervera al noroeste.
Perteneció al antiguo Concejo de Vegacervera.